# Aeroporto Internazionale La Chinita
L'Aeroporto Internazionale La Chinita è un aeroporto situato vicino a Maracaibo in Venezuela.
L'aeroporto è stato aperto il 16 novembre 1969, durante il governo del presidente Rafael Caldera. Lo scopo era aprire uno scalo per servire la parte ovest della nazione e alleviare il congestionamento dell'Aeroporto Internazionale Simón Bolívar di Caracas, il quale gestisce circa il 90% dei voli internazionali del Venezuela.
Nei fatti, le uniche destinazioni internazionali da Maracaibo sono Aruba, Bogotà, Barranquilla, Cartagena, Curaçao, Miami, e Panama (servita dalla Copa Airlines da luglio 2006).

## Incidenti
- il 1º novembre 1971 un Vickers Viscount (YV-C-AMZ) della Linea Aeropostal Venezolana si schiantò poco dopo il decollo. Tutte le quattro persone a bordo morirono nell'incidente.